# Pseudonovibos spiralis
O "Kting Voar" ou "Linh Duong", Pseudonovibos spiralis, é um bovino controverso, e supostamente extinto, cuja existência foi determinada por Peter e Feiler em 1994 de um crânio encontrado no Camboja.